# غنيمون حارق
جنتوم حارق (الاسم العلمي:Gnetum urens) هو نوع من النباتات يتبع جنس الجنتوم من الفصيلة الجنتوية.